# Jean Guillaume
Jean Guillaume (28 oktober 1918 in Fosses-la-Ville - 9 februari 2001, Namen) was een Belgisch jezuïet, Romaans geleerde, literatuurwetenschapper, zenuwarts en schrijver in de Waalse taal. Hij onderzocht de Waalse taal en publiceerde zijn onderzoek in het Frans.

## Levensloop
Nadat hij Grieks-Latijnse geesteswetenschappen studeerde trad Guillaume in 1937 tot het jezuïetennoviciaat Aarlen toe. Hij studeerde klassieke, Romaanse filologie alsook theologie in Namen, Luik en Leuven. Hij werd gewijd tot priester in 1951. In 1954 kreeg hij zijn doctoraat aan de katholieke universiteit Leuven. Vanaf 1955 was hij hoogleraar Franse literatuur aan de Facultés universitaires Notre-Dame de la Paix in Namen. Hij schreef poëzie in het Waals en was redacteur van Waalse auteurs o.a: Hubert Haas en Georges Smal. Hij overleed op 82-jarige leeftijd in Namen. Hij was een van de grootste specialisten als het op Gérard de Nerval aankwam; hij richtte Centre de Recherche Nerval in 1977 op.

## Werken

#### Franse studies
- Het mot-thème dans l'exégèse de Van Lerberghe. Essais complémentaires, le verbe et l'adjectif: Conclusies générales, Brussel (1959)
- La poésie de Van Lerberghe. Essai d'exégèse intégrale, Namen (1962)
- (Ed.) "Les chimères" de Nerval, Brussel (1966)
- (Eds.) Nerval, Pandora, Namen (1968, 1976)
- Gérard de Nerval, "Aurélia": Prolégomènes à une édition critique, Namen (1972)
- (Ed. With Claude Pichois ) Gérard de Nerval, Oeuvres complètes, 3 vols., Parijs 1984-1993 (Pléiade)
- Nervaal, maskers en visages. Entretiens de Jean Guillaume met Jean-Louis Préat, Namen (1988)

### Waalse studies
- (Ed.) Georges Willame (1863-1917), Sonnets, Namen (1960)
- (Ed.) Abbe Michel Renard (1829-1904), Lès-aventures, Namen (1962)
- (Ed.) Franz Dewandelaer (1909-1952), Œuvres poétiques, Luik (1970)
- (Ed.) Abbe Michel Renard (1829-1904), L'Argayon, Luik (1984)
- Œuvres poétiques wallonnes, Luik (1989)

## Waalse poëzie
- Djusqu' au solia (1947)
- Inte li vespréye èt l’gnût (1948)
- Gregnes d' awous (1949)
- Aurzîye (1951)
- La poésie wallonne (1984)
- Œuvres Poétiques Wallonnes (1989)
- Pa-drî l's-uréyes (postuum) (2001)